# 嶋宏大
嶋 宏大（しま ひろお、1963年5月10日 - ）は、日本のノルディックスキージャンプの元選手。

## プロフィール
北海道下川町出身。駒大岩見沢高校-地崎工業
20歳で1984年サラエボオリンピック代表に選ばれる。
1987年1月18日のSTV杯では大倉山ジャンプ競技場の当時のバッケンレコードとなる120.0メートルを記録。翌週に行われたワールドカップでも70m級で3位、90m級で6位と活躍した。

## 主な成績
- 1984年 サラエボオリンピック
  - 70m級45位
  - 90m級51位
- スキージャンプ・ワールドカップ
  - 1984/1985シーズン総合57位
  - 1985/1986シーズン総合50位
    - 1986年1月25日 70m級8位（札幌宮の森）

  - 1986/1987シーズン総合29位
    - 1987年1月24日 70m級3位（札幌宮の森）
    - 1987年1月25日 90m級6位（札幌大倉山）

- 世界選手権（西ドイツ、オーベルストドルフ）
  - 70m級60位
  - 団体16位

- 主な優勝
  - 1982.02.11　第60回全日本スキー選手権90m級少年組　優勝
  - 1982.03.13　第6回富良野ジャンプ大会少年組
  - 1984.03.16　第8回伊藤杯 宮の森ナイタージャンプ大会
  - 1986.12.14　第2回吉田杯ジャンプ大会成年組
  - 1987.01.18　第26回STVカップ国際スキージャンプ競技大会
  - 1987.01.31　第14回HTBカップ国際スキージャンプ競技大会
  - 1987.12.06　第3回吉田杯ジャンプ大会成年組
  - 1988.03.05　第30回HBCカップジャンプ競技会
  - 1988.03.29　第9回国際蔵王ジャンプ大会NHK杯